# Liste der Kulturdenkmäler in Hermershausen
Die folgende Liste enthält die in der Denkmaltopographie ausgewiesenen Kulturdenkmäler auf dem Gebiet des Ortsteils Hermershausen der  Stadt Marburg, Landkreis Marburg-Biedenkopf, Hessen.
Hinweis: Die Reihenfolge der Denkmäler in dieser Liste orientiert sich an der Anschrift, alternativ ist sie auch nach der Bezeichnung oder der Bauzeit sortierbar.
Kulturdenkmäler werden fortlaufend im Denkmalverzeichnis des Landes Hessen durch das Landesamt für Denkmalpflege Hessen auf Basis des Hessischen Denkmalschutzgesetzes (HDSchG) geführt. Die Schutzwürdigkeit eines Kulturdenkmals hängt nicht von der Eintragung in das Denkmalverzeichnis des Landes Hessen oder der Veröffentlichung in der Denkmaltopographie ab.

## Kulturdenkmäler
| Bild                                    | Bezeichnung                        | Lage                                                                           | Beschreibung | Bauzeit            | Objekt-Nr. |
| --------------------------------------- | ---------------------------------- | ------------------------------------------------------------------------------ | ------------ | ------------------ | ---------- |
| Bild gesucht BW                         | Gesamtanlage historischer Ortskern | Allnatalstraße, Herbenerstraße, Hermershäuser Straße, Nesselbrunnerstraße Lage |              |                    |            |
| Bild gesucht BW                         | Hofanlage                          | Herbener Straße 3 LageFlur: 6, Flurstück: 62/4                                 |              | Ersterwähnung 1592 |            |
| Bild gesucht BW                         | Dreiseitige Hofanlage              | Herbener Straße 6 LageFlur: 6, Flurstück: 55/1                                 |              | 19. Jh.            |            |
| Bild gesucht BW                         | Dreiseitige Hofanlage              | Hermershäuser Straße 1 LageFlur: 6, Flurstück: 82/3                            |              | 18. Jh.            |            |
| Bild gesucht BW                         | Vierseitige Hofanlage              | Hermershäuser Straße 2 LageFlur: 6, Flurstück: 84/3                            |              | Ersterwähnung 1737 |            |
| weitere Bilder                          | Evangelische Pfarrkirche           | Hermershäuser Straße 3 LageFlur: 6, Flurstück: 80/2                            |              | 1884               |            |
| Bild gesucht BW                         | Wohnhaus                           | Hermershäuser Straße 4 LageFlur: 6, Flurstück: 89/8                            |              | 1842               |            |
| Bild gesucht BW                         | Hofanlage                          | Hermershäuser Straße 6 LageFlur: 6, Flurstück: 97/8                            |              | Ersterwähnung 1368 |            |
| Bild gesucht BW                         | Hofanlage                          | Hermershäuser Straße 9 LageFlur: 6, Flurstück: 66/4                            |              | Ersterwähnung 1737 |            |
| Bild gesucht BW                         | Dreiseitige Hofanlage              | Nesselbrunner Straße 2 LageFlur: 6, Flurstück: 77                              |              | Ersterwähnung 1400 |            |
| Bild gesucht BW                         | Dreiseitige Hofanlage              | Nesselbrunner Straße 8 LageFlur: 6, Flurstück: 43/1                            |              | 19. Jh.            |            |
| Bild gesucht BW                         | Ehem. Gemeindehaus                 | Nesselbrunner Straße 11 LageFlur: 6, Flurstück: 22                             |              | Um 1850            |            |
| Bild gesucht BW                         | Verkehrsmal                        | Außerhalb der Ortslage 1 LageFlur: 7, Flurstück: 29/1                          |              | 19. Jh.            |            |
| Direkt Bild zu diesem Denkmal hochladen | Grenzstein                         | Außerhalb der Ortslage 2 Flur: 10, Flurstück: 4/1                              |              | 1769               |            |